# Dinoturbation

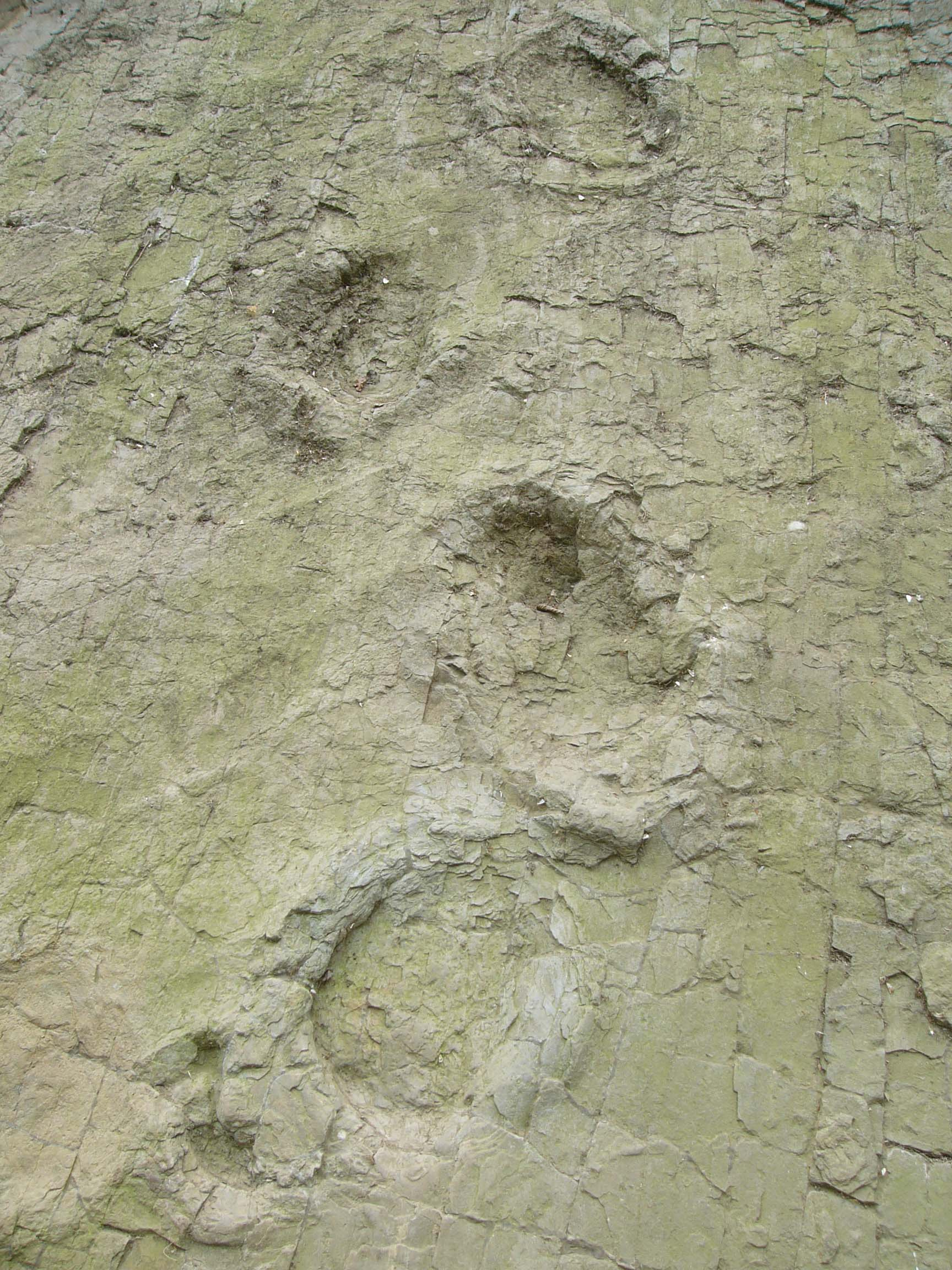
Sauropodenfährte aus Barkhausen

Der Begriff Dinoturbation (Kofferwort aus Dinosaurier und Turbation) bezeichnet die von Sauropoden und anderen größeren Dinosauriern auf dem geologischen Substrat hinterlassenen Spuren, die heutzutage fossil nachzuweisen sind. In manchen Fundstätten kann man die Laufwege der Tiere über mehrere Kilometer hinweg verfolgen.